# 五十番タクシー
有限会社五十番タクシー（ごじゅうばんタクシー）は、宮城県気仙沼市に本社を置くタクシー事業者である。

## 沿革
- 2006年10月1日 - 、乗合タクシー「悠悠」運行開始（岩井崎観光タクシーから運行事業者交替）[1]。
- 2007年4月1日 - 前日限りで廃止となった「唐桑航路」の代替として、大島内で乗合タクシー運行開始[2]。
- 2009年10月1日 - 乗合タクシー「悠悠」の運行終了（なすやタクシーに運行事業者交替）[3]。

## 本社・営業所
- 本社事務所
  - 宮城県気仙沼市浜町1丁目1-7
- 条南営業所
  - 宮城県気仙沼市浜町1丁目1-7
- 大島
  - 宮城県気仙沼市高井211-4
    - 大島の方は営業上は「大島五十番タクシー」と名乗っている（乗合タクシーも「大島五十番タクシー」の名で受託）ため、別会社であるかのようにもみえる。

## 乗合タクシー
以下の乗合タクシー路線を運行している。
外浜線
- 浦の浜 - 外浜地区　※大島島内
  - 事前に利用登録要。利用する際は、乗車する便の30分前までに大島五十番タクシーまで電話予約が必要。

### かつて運行していた路線
新月線上廿ー系統
- 気仙沼（南気仙沼駅） - 気仙沼駅前 - 前木 - 上廿ー

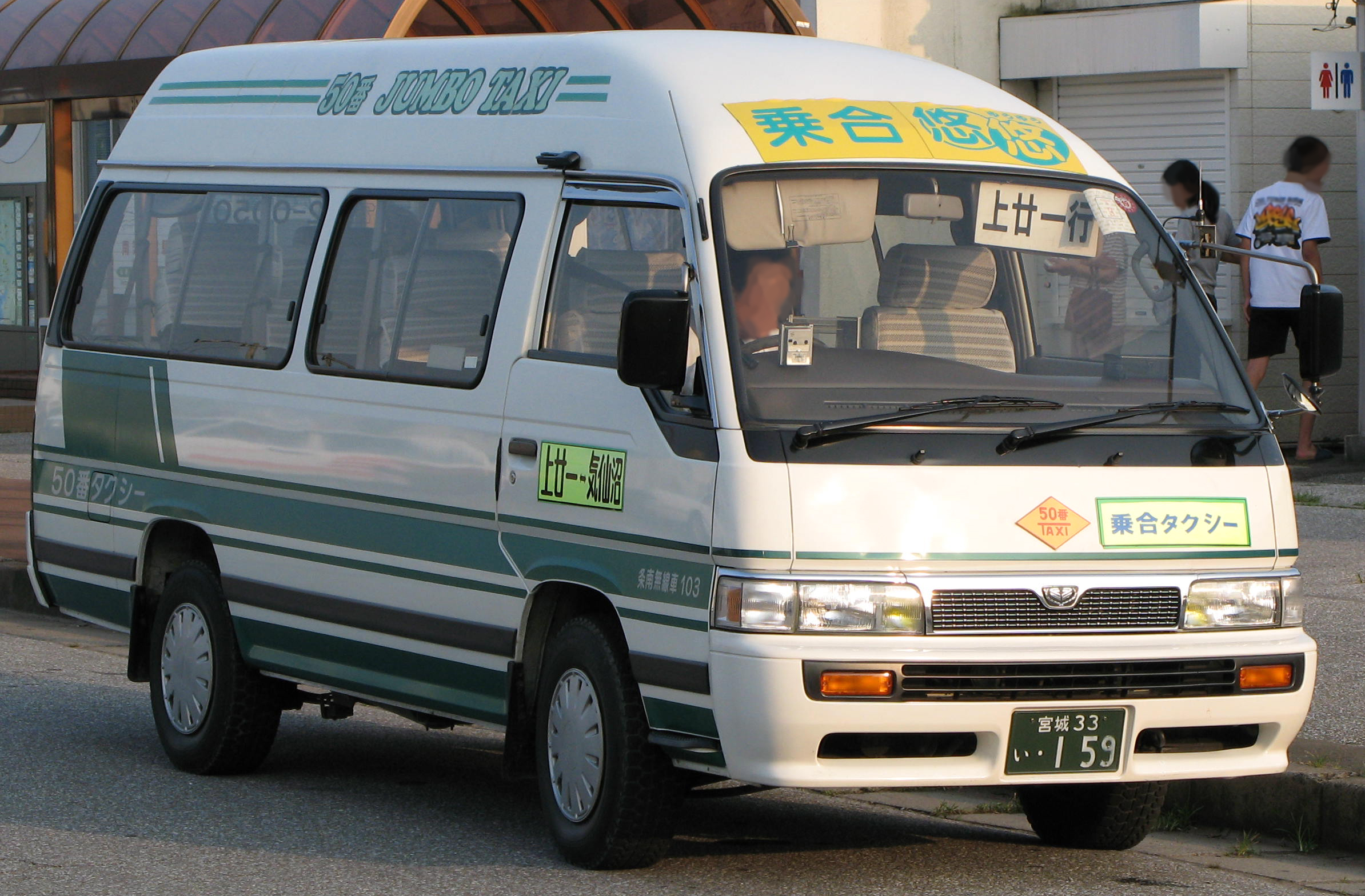
乗合タクシー「悠悠」の車両（当時）

  - 「悠悠」の愛称が付けられている。